# Црква Светог великомученика Пантелејмона у Богошеву
Црква Светог великомученика Пантелејмона у Богошеву, насељеном месту на територији општине Владичин Хан, православни је храм који припада Епархији врањској Српске православне цркве.
Црква посвећена Светом великомученику Пантелејмону, према натпису на западном зиду, подигнута је 1908. године: Подигнут 6. окт. 1908. Освећен 1. маја 1922. Извођач радова Цветковић Јанча - Стубал. Иконостас који се данас налази у цркви пренесен је из старе цркве и садржи 31 икону, а израђен је заједно са иконама 1910. године.
У порти се налази и звоник са натписом: За време владе краља Петра Првог, уместо спомен плоче својим изгинулим ратницима за ослобођење 1912-1918... поклања мученику Светом Пантелејмону у Богошеву 1932.
Данашња црква обновљена је 1964. године. Последња обнова цркве извршена је 2014. године, када је обновљена унутрашњост цркве и спољашња фасада са кровом.